# Ad Diem Illum Laetissimum
Ad Diem Illum Laetissimum is de tweede pauselijke encycliek van paus Pius X, die werd gepromulgeerd op 2 februari 1904. De encycliek gaat in op de Onbevlekte Ontvangenis van Maria. Het werd uitgegeven op het vijftigjarig jubileum van het dogma over de onbevlekte ontvangenis van Maria. In de encycliek komt de mariologie van Pius X duidelijk naar voren.
De paus schrijft dit werk om het herstel van alle dingen in Christus te bewerkstelligen, wat ook het motto was van E Supremi, zijn eerste encycliek. Volgens Pius X is er geen directere of veiligere route naar Christus dan Maria. Zij verenigt de mensheid in Christus. 
"Maria is de Moeder van Christus en is daarom ook onze Moeder."